# Piers Butler, VIII conde de Ormond
Piers Butler, VIII Conde de Ormond, I Conde de Ossory (1467-26 de agosto de 1539), también conocido como Piers el Rojo (en irlandés: Piers Ruadh), fue un miembro de los Butler Polestown de Irlanda.

## Familia
Era hijo de Sir James Butler, Lord Diputado de Irlanda, Lord de Manor de Advowson de Callan (1438–1487) y Sabh Kavanagh, Princesa de Leinster, hija de Donal Reagh Kavanagh, MacMurrough, Rey de Leinster (1396–1476). Se casó con Lady Margaret Fitzgerald, hija de Gerald FitzMaurice Fitzgerald, VIII Conde de Kildare y tuvo 9 hijos de aquel matrimonio: 3 hijos y 6 hijas.

## Reclamaciones al título
Durante la prolongada ausencia prolongada de Irlanda de los condes, su padre Sir James Butler (d. 1487) había reclamado a los Ormond tierra y títulos. Esto había precipitado una crisis en la sucesión de Ormond cuando el séptimo conde falleció sin heredero varón. El 20 de marzo de 1489, Enrique VII le nombró Gran Sheriff del Condado de Kilkenny. Fue nombrado caballero antes de septiembre de 1497. Al año siguiente (1498) ocupó el castillo de Kilkenny y con su mujer, Margaret Fitzgerald (d. 1542), la dinámica hija del conde de Kildare, probablemente mejoró el alojamiento. El 28 de febrero de 1498 recibió el perdón por los delitos cometidos en Irlanda, incluyendo el asesinato de James Ormonde, heredero del VII Conde. Fue nombrado Senescal de la Liberty de Tipperary el 21 de junio de 1505, sucediendo a su pariente lejano, James Butler, IX Barón Dunboyne. A la muerte de Thomas Butler, VII conde de Ormond el 3 de agosto de 1515, Piers Butler se convirtió en el VIII Conde de Ormond. El 6 de marzo de 1522, el Rey le nombró Gobernador Jefe de Irlanda como Lord Diputado; mantuvo el cargo hasta el 13 de mayo de 1524 cuando se convirtió en Lord Tesorero.

### Pérdida del título
Uno de los herederos generales al patrimonio Ormond era Thomas Boleyn, cuya madre era una Butler. Boleyn era el padre de Ana, cuya estrella ascendía en la corte de Enrique VIII de Inglaterra. Como el rey quería los títulos de Ormond y Wiltshire para Thomas Boleyn, indujo a Butler y a sus coherederos para abandonar sus reclamaciones el 18 de febrero de 1528. Asistido por el canciller del rey, Thomas Wolsey, Butler recibió el condado de Ossory.

### Restauración de título
El 22 de febrero de 1538, el condado de Ormond le fue restituido. Murió el 26 de agosto de 1539 y fue enterrado en la catedral de St Canice, Kilkenny.

## Matrimonio e hijos
En torno a 1485, se casó con Lady Margaret Fitzgerald, hija de Gerald FitzMaurice Fitzgerald, Conde de Kildare y Alison FitzEustace. El matrimonio era político; arreglado con el propósito de sanar la ruptura entre las dos familias. En los primeros años de matrimonio, Margaret y su marido se vieron reducidos a la penuria por James Dubh Butler, un sobrino, heredero al condado y agente del ausente VII Conde, que residía en Inglaterra. Piers Butler asesinó a James Dubh en una emboscada en 1497.  Fue perdonado por su delito el 22 de febrero de 1498.
Tuvieron 3 hijos y seis hijas.
Hijos:
- James Butler, IX Conde de Ormond (1496–1546), también llamado "el cojo", casado con Lady Joan Fitzgerald, hija y heredera de James FitzGerald, X conde de Desmond.
- Richard Butler, Vizconde Mountgarret (1500 - 20 de mayo de 1571), casado su prima Eleanor Butler, hija de su tío Theobald Butler.
- Thomas Butler, asesinado por Dermoid Mac Shane, MacGillaPatrick de Upper Ossory, y dejó una hija única Margaret, primero casada con Rory O'More de Laois, y finalmente con Sir Maurice Fitzgerald de Lackagh.

Hijas:
- Margaret Butler, casada en primer lugar con Thomas, segundo hijo del Conde de Desmond, y segundamente con Barnaby Fitzpatrick, I Barón de Upper Ossory.[5]
- Catherine Butler {1506–1552/53} casada con Richard Lord Le Poer; padres de Lord John Le Poer-marido de Ellen, hija de James XIV Conde de Desmond.
- Joan Butler (nacido 1528), James casado Butler, 10.º Barón Dunboyne.
- Ellice Butler (1481–1530). Casada en primer lugar a MacMorrish; y segundamente en 1503 con Gerald Fitzgerald, Lord Decies (1482–1533), nieto de James FitzGerald, VI conde de Desmond.
- Eleanor Butler, casada con Thomas Butler,  Barón Cahir.
- Helen Butler (1523–1597), (o Ellen) casada con Donough O'Brien, conde de Thomond, hijo de Connor O'Brien, Príncipe de Thomond y Annabell de Burgh.

El Conde tuvo un hijo ilegítimo, Edmund Butler, que fue Arzobispo  de Cashel.
El Conde también tuvo un hermano mayor ilegítimo, Theobald Butler.